# Agostino Falconi
Agostino Falconi (La Spezia, 8 gennaio 1816 – La Spezia, 26 febbraio 1882) è stato un poeta e letterato italiano.

## Biografia
(Giovanni Sforza)
Agostino Falconi nacque nella frazione spezzina di Marola l'8 gennaio 1816, figlio di Domenico Falconi detto il Moeto (Marola, 6 gennaio 1791 - 22 gennaio 1863), cavatore di marmo fondatore della Domenico Falconi Srl e di Laura Mori. 

Compì gli studi prima alla Spezia e poi a Sarzana, avendo come precettore Bartolomeo Gessi.
In seguito si dedicò al commercio di marmo e per ingannare il tempo, come confessava egli stesso, tra uno scavo e l'altro, cominciò a comporre versi, giudicati dalla critica scarni e privi di eleganza. 
La prima canzone, Un'idea del Golfo di Spezia, venne pubblicata nel 1845 e fu presentata anche ad un convegno a Genova.
Profondamente colto, parlava correttamente l'inglese e conosceva il latino, dedicava ogni momento libero ai suoi studi alla ricerca di ogni possibile notizia riguardante il passato del Golfo della Spezia e del circondario, dalla Val di Vara alla Lunigiana.
Fu anche Console Generale degli Stati Uniti a Genova, pubblicando in inglese una descrizione del Golfo della Spezia dal titolo "Sea turn about the Gulf of Spezia, originally described en the englisch language".
In veste di consigliere comunale si adoperò per istituire un museo cittadino dove conservare i reperti archeologici di Marola.
Morì alla Spezia il 26 febbraio 1882 a causa di una congestione cerebrale.

## Opere
- Un'idea del Golfo di Spezia, 1845;
- Rime di AGOSTINO FALCONI di Marola, 1846;
- La chiesa di S. Pietro ed il castello di Lerici nel Golfo di Spezia, 1846;
- Sea - tour about the Gulf of Spezia originally described in the english language, 1846;
- Rime inedite, 1850;
- Raccolta delle iscrizioni del Golfo di Spezia, 1855;
- Una scena nel Forte di Santa-Maria al Golfo di Spezia -ode-, 1856;
- Orlando da Lecca prigioniero nel castello di Lerici -canzone-, 1859;
- Notizie statistiche circa la popolazione del Comune di Spezia, 1860;
- Sui monumenti del Golfo di Spezia, 1863;
- Effemeridi del Golfo di Spezia, 1866;
- Fasti liguri -canzone-, 1868;
- Per le fauste nozze di Giovanni Sforza coll'Elisa Pierantoni omaggio dell'Arcade Eucrate Dasèo -sonetto-, 1869;
- Sui monumenti del Golfo di Spezia PARTE PRIMA, 1869;
- Descrizioni del Golfo di Spezia, 1870;
- Sul Golfo di Spezia -canzone-, 1870;
- Saggio del dialetto di Marola antico paese del Golfo di Spezia, 1870;
- Cinque odi e cinque sonetti, 1870;
- Fasi della giurisdizione di Spezia, 1872;
- Iscrizioni del Golfo di Spezia, 1874[4];
- Effemeridi storiche del Golfo di Spezia PARTE PRIMA, 1875;
- Cinque odi e cinque sonetti, 1875;
- La novella IX della Giornata prima del Decamerone di Giovanni Boccacci tradotta nel dialetto di Marola, 1875;
- Strenna del Golfo di Spezia per l'anno bisestile 1876, 1875;
- Descrizioni poetiche del Golfo di Spezia, 1876;
- Guida del Golfo di Spezia, 1877;
- Sulla condizione della famiglia di Bartolomeo Fazio di Spezia, 1878;
- Guida della città di Spezia e dè luoghi del suo golfo, 1879;[3]